# Mausoleo Vivarelli
Il mausoleo Vivarelli è un edificio funerario situato nel cimitero comunale di Talamone, nel comune di Orbetello.

## Storia
Voluto dal cavaliere Jader Vivarelli (Montiano, 2 febbraio 1836 – Bengodi, 10 febbraio 1904), personaggio di spicco nella zona di Talamone dove si adoperò per le operazioni di bonifica, il mausoleo venne progettato dall'architetto grossetano Lorenzo Porciatti insieme allo stesso committente, e realizzato tra il 1905 e il 1906 (Vivarelli muore improvvisamente nel 1904 e ne aveva concordato in vita la costruzione e l'arredo).
In anni recenti l'edificio ha subito gravi danni per un brillamento di cariche esplosive avvenuto nei dintorni, in seguito al quale sono andate distrutte le vetrate e gravemente danneggiati gli scanni di legno pregiato che dovettero essere eliminati.

## Descrizione
Inserito nell'angolo anteriore destro all'interno del piccolo cimitero di Talamone, di cui costituisce l'episodio di pregio, il mausoleo appare perfettamente visibile già dalla strada e si segnala sia per la dimensione eccezionale che per l'inaspettato registro stilistico: immerso "in un'aura lievemente orientaleggiante che ci riporta ai moduli neoromantici" e decisamente fuori scala rispetto al contesto, dalla sua posizione decentrata il mausoleo svetta "come una corona di dimensioni eccezionali" (idem), preceduto da un breve viale fiancheggiato da cipressi e chiuso da un cancelletto in ferro battuto.

### L'esterno
Di impianto regolare, si configura come un torrione rivestito in travertino, con il piano superiore aperto su ciascun lato da grandi finestre a forma di cuore, al di sopra delle quali si imposta un tamburo ottagonale, anch'esso aperto su ogni lato e concluso da una cupola a bulbo di forma schiacciata in laterizio.
L'ingresso alla cripta, a pian terreno, è inserito nella profondità della doppia scalinata posta ad avancorpo sul davanti per consentire l'accesso al piano superiore, delimitata da una balaustra in ferro battuto a volute e linee curve di sapore Art Nouveau la cui leggerezza e il decorativismo quasi eccessivo, in contrasto con la possente solidità della struttura retrostante, si richiamano alle merlettature in pietra, che riempiono in parte la luce delle grandi aperture a cuore, elemento caratterizzante della costruzione sia per l'esotismo della forma che per l'inserimento prezioso di tali inedite grate. Attualmente alcune delle aperture risultano murate, al pari delle otto finestrine del tamburo, per l'avvenuta distruzione delle vetrate policrome che in origine le chiudevano.
Tale perdita ha mutilato il colorismo dell'insieme e annullato le suggestive luminosità che dovevano formarsi all'interno del vano al primo piano, destinato al culto, dove si conserva il monumentale busto di marmo bianco del fondatore.

## Critica
Opera di grande visibilità e di inusuale cifra stilistica, il mausoleo viene richiamato come una prova inaspettata nel panorama della produzione del Porciatti, nonché la massima espressione del suo eclettismo artistico.
Particolarmente colpito dalla sua architettura è stato l'archeologo Otto Wilhelm von Vacano, il quale ne auspicava il recupero e la valorizzazione del suo significato artistico nel quadro della vasta opera dello stesso Porciatti.